# Myosotis glauca
Myosotis glauca är en strävbladig växtart som först beskrevs av George Simpson och J.S.Thomson och som fick sitt nu gällande namn av De Lange och Barkla.
Myosotis glauca ingår i släktet förgätmigejer och familjen strävbladiga växter. Inga underarter finns listade i Catalogue of Life.